# César Stroscio
César Stroscio,,,, né dans la province de Tucumán en 1943, est un bandonéoniste argentin. Il a commencé très jeune l'étude du bandonéon à Buenos Aires.

## Biographie
César Stroscio a étudié avec de grands maîtres argentins le bandonéon avec Alejandro Barleta et Fransisco Requena, l’harmonie et la composition avec Guillermo Opitz et Pedro Aquilar. Très vite, il a intégré des ensembles de musique populaire et des orchestres de tango à Buenos Aires. En 1962, avec Juan Cedrón et Miguel Praino, ils créent un trio, puis en 1964 un quatuor, le Cuarteto Cedrón, dans lequel il a été interprète mais aussi arrangeur et compositeur. Parti de la musique populaire argentine, le groupe trouve un chemin original et met en musique des textes poétiques, à l’époque notamment ceux de Juan Gelman et de Raul González Tuñón, tout en gardant les racines et les formes musicales du tango, de la valse et de la milonga d’Argentine. En 1965, le Cuarteto Cedrón ouvre à Buenos Aires le café-concert Gotán, qui programme poètes, comédiens, musiciens et peintres d'avant-garde. Le groupe s’établit en 1975 en France, où il rencontre très vite un vif succès et il entame une carrière internationale. César Stroscio a enregistré avec le Cuarteto Cedrón une douzaine de disques, en Argentine, en France et en Espagne, entre 1964 et 1988.
En 1992, il crée le Trio Esquina avec le guitariste Pino Enriquez et le contrebassiste Hubert Tessier. Ils obtiennent, avec Musiques du Rio de la Plata, le prix de l’Académie Charles-Cros en 1996. Ils font de nombreuses tournées internationales. Tous leurs disques ont fait l’objet de rééditions en Argentine et en France. 
César Stroscio, a collaboré avec de nombreux chanteurs Quilapayún, Hélène Martin, Canta u Populu Corsu, Colette Magny, Jacques Bertin etc. Ses partages les plus réguliers et les plus fidèles le sont avec des artistes liés à la poésie : Paco Ibañez ou Angélique Ionatos, qu’il accompagne en concert, et dont de nombreux enregistrements témoignent. Il donne des récitals communs avec des poètes argentins, Juan Gelman et Alberto Szpunberg (es), ou le poète luxembourgeois Jean Portante. Il a aussi donné des récitals originaux en commun avec le dessinateur Jose Muñoz, il a joué avec des circassiens et composé des musiques de film… Il partage son activité entre l’Argentine et la France.

De 1989 à 2018, il a eu en charge, en collaboration avec Juan José Mosalini, de la première chaire d’enseignement du bandonéon créée en Europe, au Conservatoire Edgar Varèse de Gennevilliers. Cette chaire a obtenu un succès immédiat ; y ont été formés un grand nombre de bandonéonistes français ou étrangers.

## Discographie duCuarteto Cedrón, première formation (1964-1988)
- 1972 : De Argentina, Polydor POL 340, 2480 143, enregistrement original par Polydor Spain
- 1973 : Le Chant du coq, cantate, distribution Polidor POL 340, 2393 063, réédition 1988, distribution Musidisc
- 1975 : Cuarteto Cedron. Chansons d'amour d'Occitanie et autres histoires, Polydor, POL 340, 2393 123
- 1977 : Cuarteto Cedron  Chances - Cantate et instrumentaux, Polydor 2473 082
- 1977 : Paco Ibáñez chante Pablo Neruda. Cuarteto Cedrón chante Raúl González Tuñón, Polydor POL 268, 2473 068
- 1976 : L'Affiche rouge, Polydor, 2056 575, bande originale du film de Frank Cassenti
- 1978 : Le cheval du manège, Polydor
- 1980 : Chansons traditionnelles d'Argentine, Polydor, POL 360, 2473110, réédition : Naïm Moshe, distribution Musidisc
- 1981 : Une étrange affaire, Général Music, 801012, bande originale du film de Pierre Granier-Deferre
- 1984 : Chansons d'un pays quelconque, Polydor, réédition 1988, distribution Musidisc
- 1985 : Cuarteto Cedron chante Bertolt Brecht, Polydor
- 1986 : Faubourg sauvage, Spalax

## Discographie du Trio d'Esquina
- Esquina - Materiali Sonori - Italie, 1994
- Musiques du Río de la Plata - Buda Musique - Paris, 1995
- Tangonino avec Hélène Bohy - Enfance et musique - Paris, 2004
- Les tangos de Corto – Buda Musique - Paris, 2008
- Esquineros - Buda Musique - Paris, 2016
- Poetas, avec le trio « Turbio tinte » - Aqua Record - Buenos Aires, 2019

## Discographie de César Stroscio avec des poètes
- Ruiseñores de nuevo, avec Juán Gelman Buda Musique Paris 1996
- De ida sin vuelta, avec Alberto Szpunberg – amas médula - Buenos Aires 2018

## Composition : musiques de films et de scène
- Au-delà du miroir, de Bernard d’Aubrigeon, 1978
- Viva et Andén 14, de Marie-Jeanne Perez, pour l’agence de communication Anatome, 1987
- Alphabetango, de Laurent Berman et Anne Quesemand, 1990
- Chemins de terre, d'Yves Élie, France 3, 1994
- L’Eclipse, pièce montée par la Compagnie des Mutants, La Louvière, Belgique, 1994
- Le Songe, libre adaptation de Shakespeare par Gilles Zaepfell, Théâtre écarlate, 1996
- Piqué sur la rouge : musique originale pour un feuilleton radiophonique, France-Culture[7], 1997
- Ce qui nous lie, Cécile Montreynaud et Trio Esquina, 2009.

### Sources
- (es) Horacio Ferrer, El libro del tango, Buenos-Aires, Antonio Tersol Ed., 1980 (3 volumes)

volume II, p. 203, cf. photo du Trio Cedrón-Praino-Stroscio à Gotan (1965?) et article « Cedrón »
- Claude Fléouter, le tango de Buenos-Aires, Éditions Lattès, 1979, p. 104.
- Jean-Christophe Saladin, Almanach de culture, Éditions Vuibert, 2005

César est à la date « 8 juillet »
- Jean-Luc Thomas, Chemins du tango, Biarritz, Éditions Atlantica, 1998

un chapitre « César, un éternel retour », p. 221-231 (BNF 37081439)
- Nardo Zalko, Un siècle de tango Paris-Buenos-Aires, Éditions du Félin, 1998, p. 310, 322